# بنتون سيتي
بنتون سيتي (واشنطن) (بالإنجليزية: Benton City, Washington)‏ هي مدينة تقع في الولايات المتحدة في مقاطعة بينتن، واشنطن. يقدر عدد سكانها بـ 3,038 نسمة ومساحتها 6.45 كم2 وترتفع عن سطح البحر 152 متر.

## التركيبة السكانية
قام مكتب تعداد الولايات المتحدة بتحديد بيانات التركيبة السكانية لبنتون سيتيفي تعداد الولايات المتحدة. في ما يلي، التركيبة السكانية حسب تعدادي 2000 و2010.

### تعداد عام 2000
بلغ عدد سكان بنتون سيتي 2,624 نسمة بحسب تعداد عام 2000، وبلغ عدد الأسر 894 أسرة وعدد العائلات 660 عائلة مقيمة في المدينة. في حين سجلت الكثافة السكانية 1,507.8 نسمة لكل ميل مربع (582.2/كم2). وبلغ عدد الوحدات السكنية 1,043 وحدة بمتوسط كثافة قدره 599.3 نسمة لكل ميل مربع (231.4/كم2).
وتوزع التركيب العرقي للمدينة بنسبة 84.34% من البيض و 1.14% من الأمريكيين الأصليين و 0.61% من الأمريكيين ذوي الأصول الآسيوية و 0.04% من سكان جزر المحيط الهادئ و 0.15% من الأمريكيين الأفارقة و 3.09% من عرقين مختلطين أو أكثر.
بلغ عدد الأسر 894 أسرة كانت نسبة 44.6% منها لديها أطفال تحت سن الثامنة عشر تعيش معهم، وبلغت نسبة الأزواج القاطنين مع بعضهم البعض 54.4% من أصل المجموع الكلي للأسر، ونسبة 11.3% من الأسر كان لديها معيلات من الإناث دون وجود شريك، وكانت نسبة 26.1% من غير العائلات. تألفت نسبة 21.5% من أصل جميع الأسر من أفراد ونسبة 7.2% كانوا يعيش معهم شخص وحيد يبلغ من العمر 65 عاماً فما فوق. وبلغ متوسط حجم الأسرة المعيشية 3.44، أما متوسط حجم العائلات فبلغ 2.94.
بلغ العمر الوسطي للسكان 30 عاماً. وكانت نسبة 8.5% بين الثامنة عشر والأربعة وعشرون عاماً، ونسبة 28.8% كانت واقعةً في الفئة العمرية ما بين الخامسة والعشرون حتى والأربعة وأربعون عاماً، ونسبة 19.7% كانت ما بين الخامسة والأربعون حتى الرابعة والستون، ونسبة 8.2% كانت ضمن فئة الخامسة والستون عاماً فما فوق. يوجد لكل 100 أنثى 104.7 ذكر، ويوجد لكل 100 أنثى في الثامنة عشر من عمرها فما فوق 102.5 ذكر.
بلغ متوسط دخل الأسرة في المدينة 33,636 دولار، أما متوسط دخل العائلة فبلغ 43,036 دولار. وكان متوسط دخل الذكور 32,464 دولار مقابل 22,137 دولار للإناث. وسجل دخل الفرد الخاص بالمدينة 13,971 دولار. وكانت نسبة 11.7% من العائلات ونسبة 15.7% من السكان تحت خط الفقر، وكان من هؤلاء نسبة 16.5% تحت سن الثامنة عشر ونسبة 2.0% في الخامسة والستين من العمر وما فوق.

### تعداد عام 2010
بلغ عدد سكان بنتون سيتي 3,038 نسمة بحسب تعداد عام 2010، وبلغ عدد الأسر 1,086 أسرة وعدد العائلات 738 عائلة مقيمة في المدينة. في حين سجلت الكثافة السكانية 1,235.0 نسمة لكل ميل مربع (476.8/كم2). وبلغ عدد الوحدات السكنية 1,162 وحدة بمتوسط كثافة قدره 472.4 لكل ميل مربع (182.4/كم2).
وتوزع التركيب العرقي للمدينة بنسبة 78.6% من البيض و 1.1% من الأمريكيين الأصليين و 0.3% من الأمريكيين ذوي الأصول الآسيوية و 0.1% من سكان جزر المحيط الهادئ و 0.4% من الأمريكيين الأفارقة و 3.2% من عرقين مختلطين أو أكثر.
بلغ عدد الأسر 1,086 أسرة كانت نسبة 38.9% منها لديها أطفال تحت سن الثامنة عشر تعيش معهم، وبلغت نسبة الأزواج القاطنين مع بعضهم البعض 47.1% من أصل المجموع الكلي للأسر، ونسبة 14.7% من الأسر كان لديها معيلات من الإناث دون وجود شريك، بينما كانت نسبة 6.2% من الأسر لديها معيلون من الذكور دون وجود شريكة وكانت نسبة 32.0% من غير العائلات. تألفت نسبة 24.8% من أصل جميع الأسر من أفراد ونسبة 7.6% كانوا يعيش معهم شخص وحيد يبلغ من العمر 65 عاماً فما فوق. وبلغ متوسط حجم الأسرة المعيشية 3.38، أما متوسط حجم العائلات فبلغ 2.80.
بلغ العمر الوسطي للسكان 32.8 عاماً. وكانت نسبة 30.1% من القاطنين تحت سن الثامنة عشر، وكانت نسبة 9.3% بين الثامنة عشر والأربعة وعشرون عاماً، ونسبة 26.5% كانت واقعةً في الفئة العمرية ما بين الخامسة والعشرون حتى والأربعة وأربعون عاماً، ونسبة 24.8% كانت ما بين الخامسة والأربعون حتى الرابعة والستون، ونسبة 9.5% كانت ضمن فئة الخامسة والستون عاماً فما فوق. وتوزع التركيب الجنسي للسكان بنسبة 50.6% ذكور و49.4% إناث.